# Филиппов, Алексей Николаевич
Алексей Николаевич Филиппов (род. 7 мая 1990, Сосногорск, СССР) — российский футболист, игрок в мини-футбол. Нападающий кемеровского клуба «Кузбасс».

## Биография
Филиппов начал заниматься мини-футболом в 8 лет. Первые спортивные шаги он сделал в родном Сосногорске из Республики Коми. В 15 лет был приглашён в петербургскую ДЮСШ олимпийского резерва «Зенит», а оттуда в московский мини-футбольный клуб «Динамо». Некоторое время играл в дубле, к тренировкам основной команды начал привлекаться в сезоне 2008/09.
Раскрыться в Суперлиге Филиппову позволила аренда в «Динамо-2» на сезон 2009/10. Стал одним из лидеров команды и забил за сезон 13 мячей, после чего вернулся в «Динамо». В его составе Филиппов выиграл чемпионат и кубок страны. Однако играл он довольно мало, и в январе 2012 года был снова отдан в аренду, на этот раз московскому ЦСКА.
Яркой игрой за «Динамо-2» Филиппов привлёк внимание тренеров сборной России по мини-футболу. В составе студенческой сборной поехал на чемпионат мира 2010 года, где отметился тремя мячами и стал обладателем серебряных медалей турнира. Также вызывался и в первую сборную страны.

## Достижения
- Чемпион России по мини-футболу: 2010/11
- Обладатель Кубка России по мини-футболу: 2010/11